# Pictures of Matchstick Men
"Pictures of Matchstick Men" is de eerste hitsingle van Status Quo, uitgebracht op 5 januari 1968.
Het nummer bereikte nummer 7 in de Britse hitlijst. In de Billboard Hot 100 bereikte het de 12e plek en was het de enige Top-40 single van de band in de VS. In de Nederlandse Top 40 werd de vierde plek behaald en in de Vlaamse Ultratop 50 plek 18.
Volgens schrijver Francis Rossi was het nummer oorspronkelijk bedoeld als B-kant van "Gentleman Joe's Sidewalk Cafe", maar is besloten de A- en B-kant om te wisselen.
Er zijn twee versies, een stereo- en een monoversie, met aanzienlijke verschillen: de originele single was in mono en hierin wordt uitgebreid gebruik gemaakt van een wah wah pedaal. Dit is in de stereoversie weggelaten.
Het nummer is meermalen gecoverd, onder meer door Arjen Anthony Lucassen (1996), Type O Negative feat. Ozzy Osbourne (1997) en Kasabian (2007).

## NPO Radio 2 Top 2000
| Nummer met noteringen in de NPO Radio 2 Top 2000 | '99  | '00 | '01  | '02  | '03 | '04  | '05  | '06  | '07 | '08  | '09  |
| ------------------------------------------------ | ---- | --- | ---- | ---- | --- | ---- | ---- | ---- | --- | ---- | ---- |
| Pictures of Matchstick Men                       | 1379 | -   | 1178 | 1764 | -   | 1817 | 1819 | 1771 | -   | 1984 | 1973 |

1. ↑  Een '-' betekent dat het nummer niet was genoteerd en een vetgedrukt getal geeft de hoogste notering aan.
2. ↑  Deze tabel is bijgewerkt tot en met de laatste editie (2024).